# Högre folkskola
Högre folkskola var en frivillig skolform i Sverige, då landet hade ett parallellskolsystem. Högre folkskola infördes genom beslut den 23 april 1858 och efter beslut den 2 juni 1893 inrättas på landsbygd eller i stad där inte läroverk fanns. De räknades inte som "högre skolor", utan löd under de lokala folkskolestyrelserna. Högre folkskolan fanns för ungdomar som slutat folkskolan/fortsättningsskolan. Ingen examen avlades.